# Odonteus orientalis
Odonteus orientalis là một loài bọ cánh cứng trong họ Geotrupidae. Loài này được Mittal miêu tả khoa học năm 1998.